# Viikate
Viikate (em português Foice) é uma banda finlandesa de metal da cidade de Kouvola, formada em 1996. A banda é conhecida por suas letras melancólicas, inspiradas nos filmes românticos finlandeses da década de 1950 e nos cantores da época, inclusive Reino Helismaa.  As músicas mais conhecidas da banda são Ei ole ketään kelle soittaa (Não há ninguém para telefonar), Leimu (Flama), e Pohjoista Viljaa (Produtos do norte).
O vocalista Kaarle e o baterista Simeoni decidiram criar a banda quando assistiram ao último concerto de Lyijykomppania.

## Membros
- Kaarle Viikate (Kalle Virtanen) — vocalista, guitarrista
- Simeoni Viikate (Simo Kairistola) — baterista
- Arvo Viikate (Ari Taiminen) — guitarrista, vocalista
- Ervo Viikate (Erkka Koskinen) — baixista, vocalista

## Discografia

### Álbuns
- Noutajan valssi (2000)
- Vuoden synkin juhla (2001)
- Kaajärven rannat (2002)
- Surut pois ja kukka rintaan (2003)
- Unholan urut (2005)
- Marraskuun lauluja I (2007)
- Marraskuun lauluja II (2007)
- Petajaverajat (2012)
- Kymijoen lautturit (2013)
- Panosvyö (2014)
- XII – Kouvostomolli (2016)
- Rillumarei! (2020)
- Askel (2023)

### Coletâneas
- Kuutamourakat (2004) (Contém todos os EP produzidos em LP de 1998 a 1999 e os singles Odotus, Piinaava hiljaisuus e Iltatähden rusko.)
- Parrun pätkiä (2006) (Contém todos os EP produzidos com a gravadora Spinefarm Records de 2000 a 2004.)

### EPs
- Vaiennut soitto (1998)
- Roudasta Rospuuttoon (1999)
- Alakulotettuja tunnelmia (2000)
- Valkea ja kuulas (2001)
- Kevyesti keskellä päivää (2002)
- Iltatähden rusko (2003)
- Kuolleen miehen kupletti (2004)
- Kesävainaja (2009)
- Linna Espanjassa (2010)

### Singles
- Odotus (2001)
- Piinaava hiljaisuus (1997, 2002) (remasterizado)
- Ei ole ketään kelle soittaa (2002)
- Nuori mies nimetön (2002)
- Kaunis kotkan käsi (2003)
- Leimu (2003)
- Leimu DVD-single (2003)
- Pohjoista viljaa (2005)
- Tie (2005)
- Vesi jota pelkäät (2005)
- Ah, ahtaita aikoja (2006)
- Ei enkeleitä (2007)
- Me olemme myöhäiset (2007)
- Orret (2007)
- Viina, terva ja hauta (2009)
- Kuu kaakon yllä (2009)
- Hautajaissydän (2010)
- Sysiässä (2012)
- Adventti (2012)
- Oi pimeys (2013)
- Tervaskanto (2013)
- Pelastus (2015)
- Synkkä ventti (2017)
- Tuulenhuuhtomat (2018)
- Huomenta humalaiset (2020)
- Varjorastaat (2020)
- Kavaljeeri (2022)
- Vapauden sillan alla (2022)
- Omakuva (karvalakki päässä) (2022)
- Älä pelkää pimeää (2023)

### Vídeos
- "Hanget" (1999)
- "Kylymä" (1999)
- "Alakulotettuja tunnelmia" (2000)
- "Korutonta" (2000)
- "Viattomien lasten päivä" (2001)
- "Nuori mies nimetön" (2002)
- "Leimu" (2003)
- "Tie" (2004)
- "Ah ahtaita aikoja" (2006)
- "Me olemme myöhäiset" (2007)
- ”Viina, terva ja hauta”  (2009)
- ”Kuu kaakon yllä”  (2009)
- ”Eräs kaunis päivä”  (2010)
- ”Petäjäveräjä”  (2012)
- "Tervaskanto" (2013)
- "Kuollut kuin hengetön" (2014)
- "Mantelinmakuinen" (2016)
- "Kuin aaveet" (2023)

Além dos CDs, Viikate também lançou alguns de seus álbuns em vinil e fita cassete. Sempre havia uma música a mais nos discos de vinil e nas fitas cassete, exceto no álbum Vuoden synkin juhla.